# Altarretabel des Lübecker Doms
Der Lübecker Dom verfügte im Mittelalter neben dem Hauptaltar über eine Vielzahl von Altären, von denen sich einige wenige bis heute erhalten haben.

## Hauptaltar

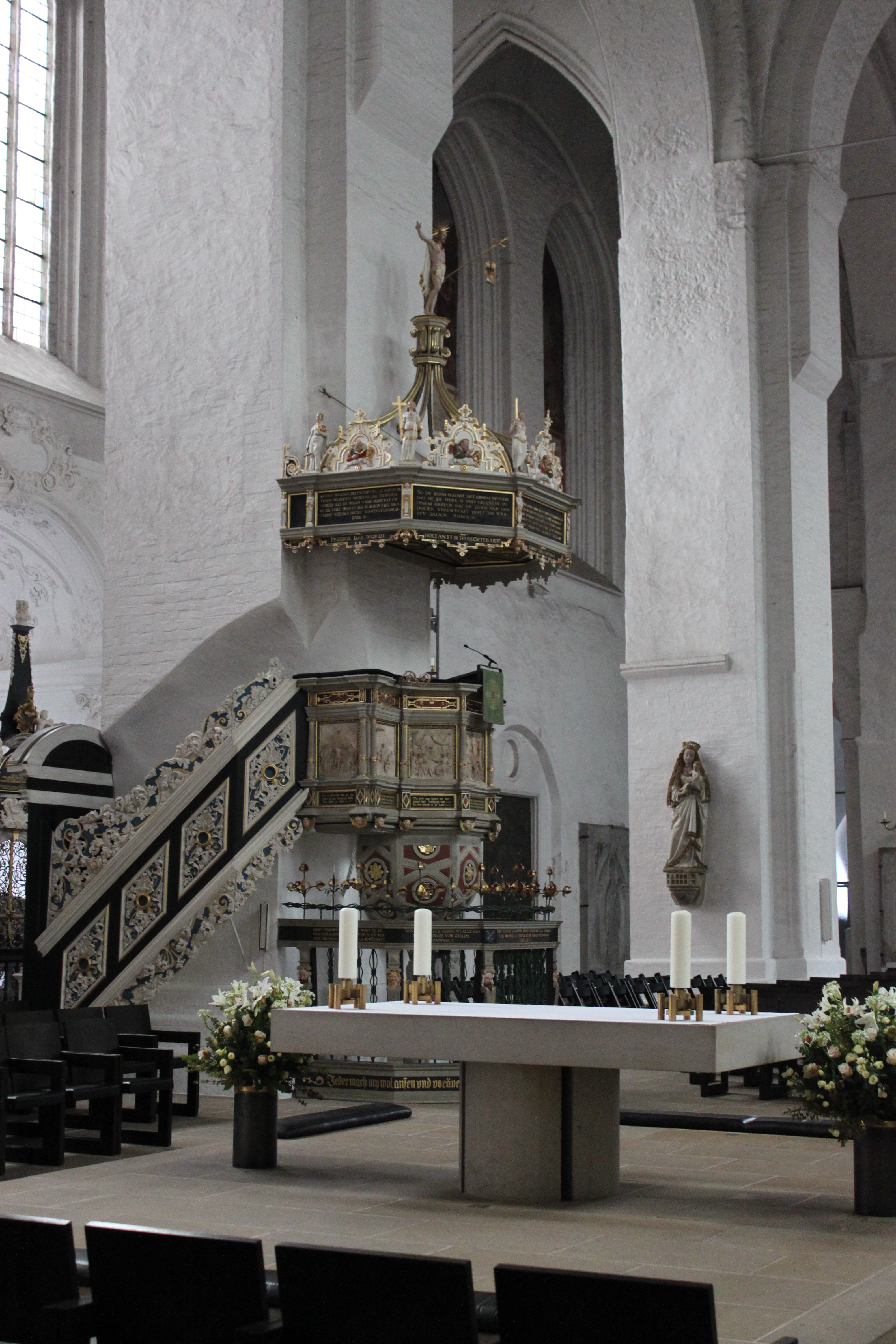
Der heutige Hauptaltar als schlichter Steintisch in der Mitte des romanischen Hauptschiffs des Doms

Der erste überlieferte Hochaltar des Lübecker Doms war eine Neuanschaffung um das Jahr 1478, die auf eine Initiative des kunstliebenden Bischofs Albert II. Krummendiek zurückging. Dieser spätgotische Hochaltar im Chor war nach der Überlieferung des Chronisten Kunrat von Hoeveln von hinten zu besteigen. Oben soll sich die steinerne Skulptur einer Madonna mit Christus befunden haben, die mechanisch gedreht werden konnte. Tränen wurden dadurch erzeugt, dass ein mit Wasser gefüllter Schwamm in den ausgehöhlten Kopf gelegt wurde. Dieser Altar wurde bis 1696 genutzt, allerdings nach der Reformation zunächst nur noch durch das katholisch gebliebene Domkapitel, nicht durch die lutherische Gemeinde. Diese nutzte zunächst den Heiligen-Kreuz-Altar, den Bischof Albert Krummendiek direkt unter dem Triumphkreuz von Bernt Notke hatte errichten lassen. Dieser Heiligen-Kreuz-Altar wurde Anfang 1571 auf Weisung des lutherischen Bischofs Eberhard von Holle ersatzlos abgebrochen. Der spätgotische Hauptaltar von 1478 wurde 1696 abgebrochen, um einem neuen barocken Altar Platz zu machen; für den Verbleib des ehemaligen Hauptaltars von 1478 gibt es keine Hinweise.
Der neue Barockaltar, den der Domherr und holsteinische Politiker Magnus von Wedderkop dem Dom stiftete, wird in der Literatur als künstlerisch wenig wertvoll beschrieben. Vorbild war sicherlich auch der neue Fredenhagen-Altar (1697) der Lübecker Marienkirche. Im Gegensatz zu diesem war jedoch der neue Altar des Doms eine Holzkonstruktion, die schwarz und marmorfarben angestrichen war. Das Altarbild war ein Gemälde mit dem gekreuzigten Christus. Links und rechts davon standen zwei Statuen von Evangelisten, flankiert von gedrehten Säulen. Im Giebel hielten Jünglinge die Wappen des Stifterehepaares. Der Oberbau zeigte ein Gemälde der Grablegung. Daneben standen außen Statuen eines Evangelisten und des heiligen Paulus, auf der Spitze des Giebels stand der Heiland mit der Osterfahne. Der barocke Hochaltar verbrannte beim Luftangriff auf Lübeck am 29. März 1942. Im Zuge des Wiederaufbaus des Doms nach dem Zweiten Weltkrieg wurde die Anordnung geändert, der Altartisch befindet sich heute in der Mitte des romanischen Kirchenschiffs.

## Verbliebene Retabel von Nebenaltären
Wie alle mittelalterlichen Bischofskirchen verfügte auch der Lübecker Dom in den Umgängen und Seitenkapellen über eine Vielzahl von Nebenaltären, die meist mit Vikarien verbunden waren. 1920 waren nur noch sieben der vorreformatorischen Retabel, zumeist Flügelaltäre, erhalten, davon befinden sich heute noch fünf im Dom, zwei gelangten in die Mittelaltersammlung des Lübecker St.-Annen-Museums.
| Altar                                                       | Datierung                      | Bildschnitzer | Maler                               | Standort         | Besonderheiten | Abbildung |
| ----------------------------------------------------------- | ------------------------------ | ------------- | ----------------------------------- | ---------------- | --- | --------- |
| Warendorp-Altar                                             | 1340 (Skulptur) 1400 (Malerei) | unbekannt     | unbekannt                           | St.-Annen Museum | Flügelaltar (117 × 116,5 × 10,5 cm) mit der Tugendkreuzigung, aus der Warendorp-Kapelle, später in der Brömbsen-Kapelle, seit 1948 als Leihgabe im St.-Annen Museum. Der älteste hölzerne Flügelaltar in Lübeck. Neufassung der Bemalung der Flügelaußenseiten um 1400. |           |
| Altar der kanonischen Tageszeiten                           | 1. Drittel des 15. Jahrh.      | ./.           | unbekannter Lübecker Meister        | Dom              | Flügelaltar (144 × 133 cm), die Bilderfolge veranschaulicht das Aegidius Romanus zugeschriebene Tageszeitengedicht Patris Sapientia und gibt es unter den einzelnen Passionsszenen wieder. |           |
| Altar der Maria-Magdalenen-Brüderschaft der Stecknitzfahrer | 1422                           |               |                                     | Dom              | Flügelaltar (158 × 137 cm), Mitteltafel geschnitzt mit den drei Figuren der heiligen Katharina, der Jungfrau Maria und der heiligen Barbara. In den Seitenflügeln Gemälde, die die Ereignisse um die Geburt Christi darstellen (Verkündigung an Maria, Heimsuchung, Geburt, Anbetung der Könige). Stiftung der Stecknitzfahrer an die St.-Nikolaikirche, also die Gemeindekirche des Doms unter den Westtürmen. |           |
| Altar der Heiligen-Leichnams-Brüderschaft der Mühlenknechte | 1460                           | Hans Hesse    | Hans Hesse                          | Dom              | Flügelaltar (133 × 128 cm), Mitteltafel geschnitzt mit den Figuren des heiligen Martin, der Mondsichelmadonna und der auf Kaiser Maxentius stehenden heiligen Katharina. Zwölf kleinere Heiligenfiguren, die in den Seitenflügeln von goldenem Grund standen, sind verloren. Auf den Außenseiten der Flügel befinden sich vier Gemälde, die Szenen der Passion darstellen. |           |
| Laienaltar                                                  | 1477                           | ./.           | Bernt Notke (Werkstattzuschreibung) | Dom              | Viersitziges Chorgestühl aus der Zeit des Bischofs Heinrich II. Bochholt, dem im Zuge der Stiftungen Bischof Krummendieks vier Tafelbilder als Retabel des Laienaltars hinzugefügt wurden, von denen die beiden mittleren als bewegliche Flügel konstruiert waren. Die Tafeln zeigen den St. Clemens, Maria mit dem Jesuskind, Johannes den Täufer und St. Agnes mit Schriftbändern, die auf das Lamm Gottes hinweisen; auf der anderen Seite die beiden Dompatrone St. Blasius und St. Nikolaus. Die Maße der Flügel sind 132 × 52 cm, des gesamten Rahmens 169,8 × 273,2 cm. Bis 1942 stand der Laienaltar in der mittleren Lettner-Öffnung; seit der Restaurierung 1996 westlich der den Chor abschließenden Glaswand. |           |
| Greveraden-Altar                                            | 1491                           | ./.           | Hans Memling                        | St.-Annen Museum | Flügelretabel mit der Passion Christi (Mitteltafel 221,5 167 cm; Flügel 221,5 × 83 cm), Stiftung der Familie Greverade für die Greveraden-Kapelle des Doms, dort 1939 gesichert gelagert und seit 1945 im St.-Annen-Museum als Eigentum der Hansestadt Lübeck, die Rechtsnachfolgerin der Familienstiftung ist. |           |
| Marienaltar mit der Einhornjagd                             | 1506                           |               |                                     | Dom              | Flügelaltar (201 × 101 cm), in dessen Mittelschrein ein Relief eine Einhornjagd darstellt, bei der die Jungfrau Maria das von Hunden und dem als Jäger mit Horn dargestellten Erzengel Gabriel verfolgte Einhorn in ihrem Schoß schützt. Die Einhornjagd symbolisiert dabei die Verkündigung. Darüber befindet sich Gottvater in einer Wolke und ein in eine Stadtmauer integrierter Gnadenstuhl. Ursprünglich mit Doppelflügeln; die Innenseiten der Flügel zeigen mit Geburt Christi, Heimsuchung, Anbetung der Könige und Darstellung Jesu im Tempel vier Szenen aus der Geburtsgeschichte; die äußeren Altarflügel dieser Stiftung des Domvikars Johannes Parchem sind verloren.                                      |           |